# Върнън (окръг, Уисконсин)
Окръг Върнън (на английски: Vernon County) е окръг в щата Уисконсин, Съединени американски щати. Площта му е 2113 km², а населението – 30 714 души (1 април 2020). Административен център е град Вирокуа.